# Ivaiporã
Ivaiporã est une ville brésilienne de l'État du Paraná. Sa population était estimée à 32 705 habitants en 2014.